# Comuna Iabluniv, Huseatîn
Iabluniv (în ucraineană Яблунів) este o comună în raionul Huseatîn, regiunea Ternopil, Ucraina, formată din satele Iabluniv (reședința) și Rudkî.

## Demografie
Componența lingvistică a comunei Iabluniv
     Ucraineană (99,64%)
     Alte limbi (0,2%)
Conform recensământului din 2001, majoritatea populației comunei Iabluniv era vorbitoare de ucraineană (99,64%), existând în minoritate și vorbitori de alte limbi.